# Katrin Wagner
Katrin Wagner (Brandenburg an der Havel, 13 oktober 1977) is een Duits kanovaarster.
Wagner won tijdens de Olympische Zomerspelen 200 de gouden medaille in de K2 500m samen met Birgit Fischer en ook goud in de K4 500m. Vier jaar later won ze opnieuw goud in de K4 500m maar werd ze vierde in de K1 500m. Op de Spelen van 2008 won ze brons in de K1 500m en goud in de K4 500m opnieuw. In 2012 nam ze voor het laatst deel en werd ze negende in de K1 500m en won ze zilver in de K4 500m.
Op de Spelen van 2008 droeg ze ook de Duitse vlag bij de sluitingsceremonie.
Wagner werd tien keer wereldkampioen op de sprint zestien keer tweede en twee keer derde. Ze werd daarnaast ook dertien keer Europees kampioen, tien keer tweede en zes keer derde.

## Belangrijkste resultaten

### Olympische Zomerspelen
| Editie | Plaats | Resultaten         |
| ------ | ------ | ------------------ |
| 2000   | Sydney | K2 500m K4 500m    |
| 2004   | Athene | 4e K1 500m K4 500m |
| 2008   | Peking | K1 500m K4 500m    |
| 2012   | Londen | 9e K1 500m K4 500m |

### Wereldkampioenschappen vlakwater
| Jaar | Plaats      | Resultaten                               |
| ---- | ----------- | ---------------------------------------- |
| 1997 | Dartmouth   | K4 200m · K4 500m                        |
| 1999 | Milaan      | K2 1000m · K4 500m                       |
| 2001 | Poznań      | K1 1000m · K4 500m                       |
| 2002 | Sevilla     | K1 1000m · K2 500m · K4 500m · K4 200m   |
| 2003 | Gainesville | K1 1000m                                 |
| 2005 | Zagreb      | K1 1000m · K4 200m · K4 500m             |
| 2006 | Szeged      | K1 1000m · K4 200m · K4 500m             |
| 2007 | Duisburg    | K1 500m · K4 200m · K4 500m              |
| 2009 | Dartmouth   | K1 4x200m · K4 200m · K1 500m · K 4 500m |
| 2010 | Poznań      | K1 4x200m · K 4 500m                     |
| 2013 | Duisburg    | K1 500m · K4 500m                        |

1960: Antonina Seredina & Maria Sjoebina ·
1964: Roswitha Esser & Annemarie Zimmermann ·
1968: Roswitha Esser & Annemarie Zimmermann ·
1972: Jekaterina Koerysjko & Ljoedmila Pinajeva-Chvedosjoek ·
1976: Nina Gopova & Galina Kreft ·
1980: Martina Bischof & Carsta Genäuß ·
1984: Agneta Andersson & Anna Olsson ·
1988: Anke Nothnagel & Birgit Schmidt-Fischer ·
1992: Ramona Portwich & Anke von Seck-Nothnagel ·
1996: Agneta Andersson & Susanne Gunnarsson-Wiberg ·
2000: Birgit Fischer & Katrin Wagner-Augustin ·
2004: Natasa Janics & Katalin Kovács ·
2008: Natasa Janics & Katalin Kovács ·
2012: Tina Dietze & Franziska Weber ·
2016: Danuta Kozák & Gabriella Szabó ·
2020: Lisa Carrington & Caitlin Regal ·
2020: Lisa Carrington & Alicia Hoskin
1984: Agafia Constantin & Nastasia Ionescu & Tecla Marinescu & Maria Ştefan ·
1988: Anke Nothnagel & Ramona Portwich & Birgit Schmidt-Fischer & Heike Singer ·
1992: Kinga Czigány & Éva Dónusz & Rita Kőbán & Erika Mészáros ·
1996: Birgit Fischer & Manuela Mucke & Ramona Portwich & Anett Schuck ·
2000: Birgit Fischer & Manuela Mucke & Anett Schuck & Katrin Wagner-Augustin ·
2004: Birgit Fischer & Carolin Leonhardt & Maike Nollen & Katrin Wagner-Augustin ·
2008: Fanny Fischer & Nicole Reinhardt & Katrin Wagner-Augustin & Conny Waßmuth ·
2012: Krisztina Fazekas & Katalin Kovács & Danuta Kozák & Gabriella Szabó ·
2016: Tamara Csipes & Krisztina Fazekas-Zur & Danuta Kozák & Gabriella Szabó ·
2020: Kozák & Csipes & Kárász & Bodonyi ·
2024: Carrington & Hoskin & Brett & Vaughan